# Thalictrum foeniculaceum
Thalictrum foeniculaceum är en ranunkelväxtart som beskrevs av Aleksandr Andrejevitj Bunge. Thalictrum foeniculaceum ingår i släktet rutor, och familjen ranunkelväxter. Inga underarter finns listade i Catalogue of Life.